# Norberto Alonso
Norberto Osvaldo Alonso, soprannominato Beto Alonso (Vicente López, 4 gennaio 1953), è un ex calciatore argentino, di ruolo centrocampista.
Ha disputato la maggior parte delle partite della sua carriera nella squadra argentina del River Plate, risultando uno dei calciatori più rappresentativi del club. Attualmente occupa la 5ª posizione nella classifica marcatori di tutti i tempi del River Plate con 149 gol e la 7º in quella delle presenze con 374 partite. Campione della Coppa Libertadores, la Coppa Intercontinentale e la Coppa del Mondo, Alonso è stato riconosciuto in varie stagioni come uno dei migliori giocatori sudamericani al mondo negli anni 1970.

## Carriera

### Giocatore

#### Club

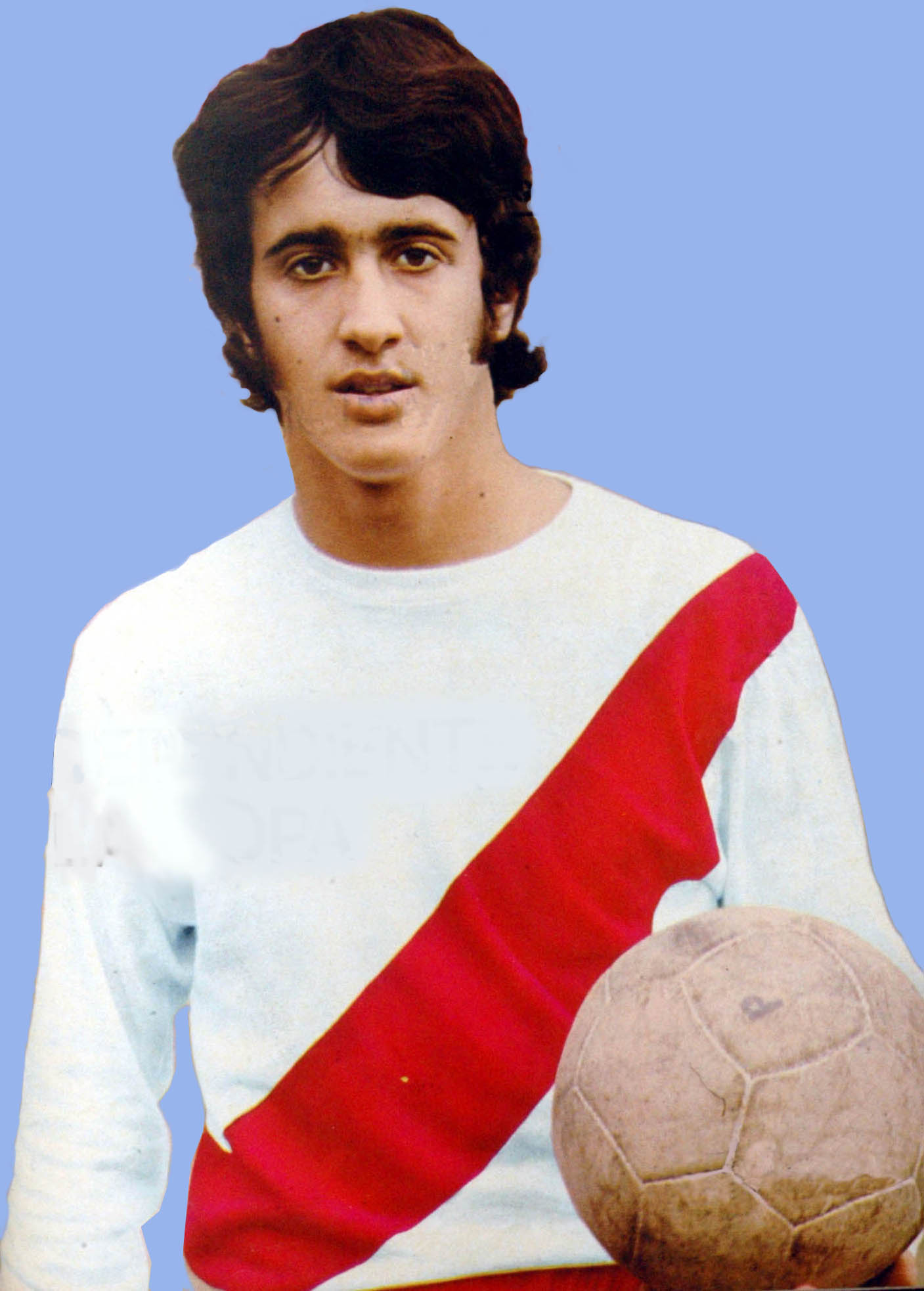
Beto Alonso al River Plate nel 1972

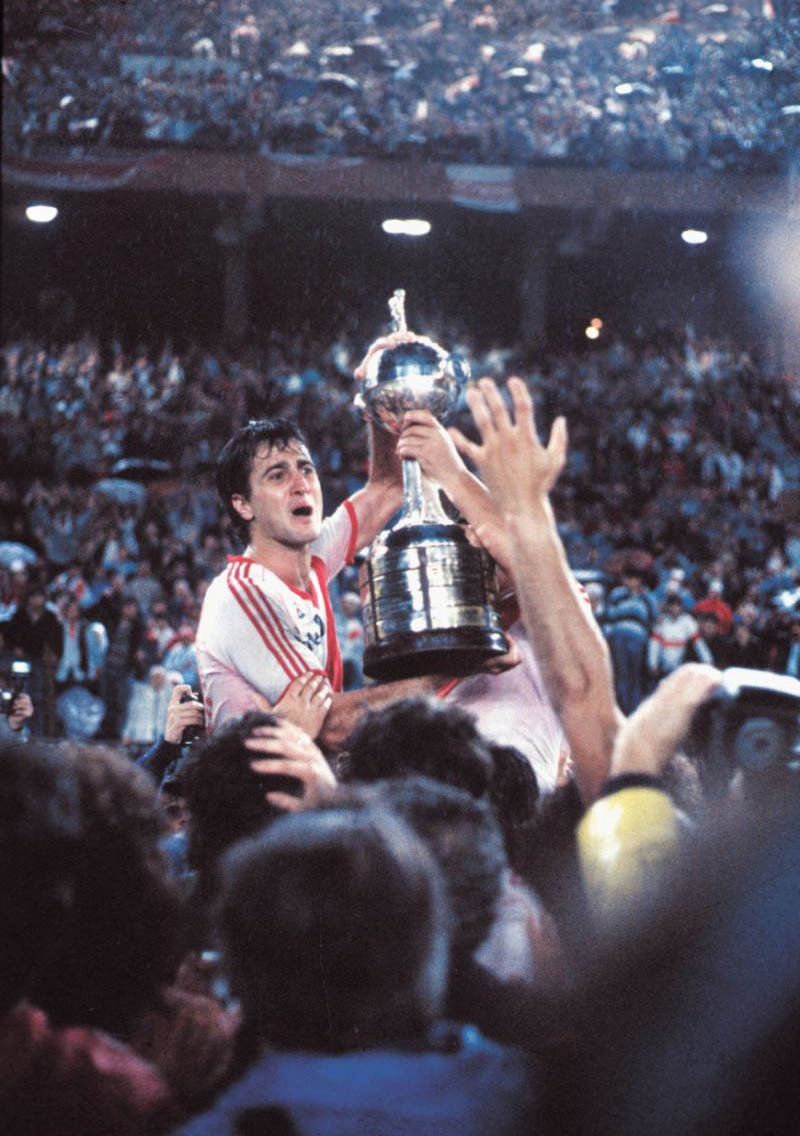
Beto Alonso con la Coppa Libertadores 1986 vinta al River Plate

Trascorsa l'infanzia nel sobborgo di Buenos Aires di Los Polvorines, e si mise in evidenza come centrocampista nelle giovanili del River Plate, debuttando in prima squadra nel 1970. Cinque anni dopo, quando fu nominato allenatore del club Ángel Labruna, Alonso arrivò a indossare la maglia numero 10.
Proprio nel 1975, assieme a calciatori d'esperienza come Roberto Perfumo e Ubaldo Fillol (acquistati dal River in quell'anno) e a giovani promesse come Daniel Passarella, Carlos Morete e Reinaldo Merlo, Alonso portò la squadra a vincere entrambi i campionati argentini (Metropolitano e Nacional). Nel 1976 Alonso fu ceduto all'Olympique Marsiglia, ma dato lo scarso impatto con il club francese, appena l'anno dopo ritornò al River Plate, dove vinse altri quattro campionati tra il 1979 e il 1981.
Durante il campionato Nacional del 1981, Alonso ebbe diversi scontri con l'allora allenatore Alfredo Di Stéfano, che lo sceglieva raramente come titolare e faceva giocare al suo posto calciatori più giovani come Carlos Daniel Tapia e Jose Maria Vieta.
Pertanto, dopo la fine del torneo, Alonso fu venduto al Vélez Sársfield, con cui disputò due stagioni assieme a Carlos Bianchi, per poi rientrare nuovamente al River Plate, contribuendo ai primi successi della squadra biancorossa nella Coppa Libertadores e nella Coppa Intercontinentale del 1986. Si ritirò l'anno seguente, dopo aver segnato 166 gol e disputato 464 partite in totale.

#### Nazionale
Inizialmente Alonso non era stato selezionato da César Luis Menotti nella nazionale argentina per il campionato del mondo 1978, ma fu fatto comunque convocare nell'Albiceleste sotto pressione dell'ammiraglio Carlos Lacoste, uno dei più influenti uomini del governo militare al tempo al potere in Argentina.
Per via della numerazione dei calciatori in ordine alfabetico allora in vigore, Alonso indossò la maglia numero 1 – solitamente riservata al portiere titolare. Durante il mondiale Menotti fece scendere in campo Alonso soltanto per pochi minuti; ciò nonostante, il centrocampista vinse il torneo assieme al resto della Selección.
Nel 1983 il commissario tecnico Carlos Bilardo fece convocare Alonso in alcune partite della nazionale, ma alla fine decise di puntare nel suo ruolo su giovani calciatori come Diego Maradona, Jorge Burruchaga e Carlos Tapia.

### Dopo il ritiro
Terminata la carriera agonistica, Alonso aprì un'agenzia assicurativa, divenendo partner commerciale. Nel 1989, assieme a Reinaldo Merlo, tentò senza successo la carriera da allenatore nel River Plate, venendo esonerato a metà stagione dal neoeletto presidente del club, Davicce.

## Palmarès

### Club

#### Competizioni nazionali
- Campionato argentino: 7

River Plate: Metropolitano 1975, Nacional 1975, Metropolitano 1979, Nacional 1979, Metropolitano 1980, Nacional 1981, 1985-1986

#### Competizioni internazionali
- Coppa Libertadores: 1

River Plate: 1986
- Coppa Intercontinentale: 1

River Plate: 1986

### Nazionale
- Campionato mondiale: 1

Argentina 1978